# Картофельный Эльф
«Картофельный Эльф» — рассказ Владимира Набокова, относящийся к русскому периоду его творчества. Был написан и опубликован (под псевдонимом В. Сирин) в 1924 году, вошёл в состав сборника «Возвращение Чорба» (1929).

## Сюжет и история текста
Главный герой рассказа — карлик по имени Фред, выступающий в цирке в дуэте с фокусником Шоком. Однажды жена Шока Нора, чтобы отомстить мужу, отдаётся Фреду. Тот решает, что она его любит, но вскоре узнаёт правду, уходит из цирка и поселяется в уединении в маленьком английском городке. Спустя восемь лет Нора появляется в его доме и рассказывает, что родила от него сына. Видя, как Фред счастлив, она решает ничего больше ему не объяснять и уходит. Фред, спохватившись, что не узнал адрес, по которому мог бы увидеть мальчика, бросается за ней. Он умирает от сердечного приступа, а Нора, столкнувшись с вниманием прохожих, говорит: «Я ничего не знаю… У меня на днях умер сын…».
«Картофельный Эльф» был написан в апреле 1924 года и увидел свет в русской эмигрантской газете «Русское Эхо» в июне — июле того же года. Известно, что в июле Набоков работал над киносценарием под названием «Любовь карлика». В 1929 году автор включил «Картофельного Эльфа» в сборник «Возвращение Чорба», в 1939 году в журнале Esquire вышел первый перевод рассказа на английский язык. В 1932 году у голливудского продюсера Льюиса Майлстоуна были планы экранизировать рассказ, которые, однако, остались нереализованными.
В 1970-х годах Набоков опубликовал свой перевод «Картофельного Эльфа» на английский, указав 1929 год как время написания и сообщив во вступительной заметке: «Хотя я никогда не думал, что из этого рассказа может получиться сценарий или что он даст пищу воображению какого-нибудь сценариста, в его структуре и повторяющихся деталях есть кинематографическое видение». Биограф писателя Брайан Бойд в связи с этим констатировал, что Набоков «забыл, когда и почему» он написал «Картофельного Эльфа».